# Ірурайс-Гауна
Ірурайс-Гауна (ісп. Iruraiz-Gauna (офіційна назва), баск. Iruraitz-Gauna) — муніципалітет в Іспанії, у складі автономної спільноти Країна Басків, у провінції Алава. Населення — 493 осіб (2009).
Муніципалітет розташований на відстані близько 290 км на північ від Мадрида, 16 км на схід від Віторії.
На території муніципалітету розташовані такі населені пункти: Алайца, Аррієта, Асілу (адміністративний центр), Еренчун, Ескерекоча, Гауна, Гасео, Геренью, Хаурегі, Лангаріка, Троконіс.

## Демографія
Динаміка населення (INE ):

## Галерея зображень

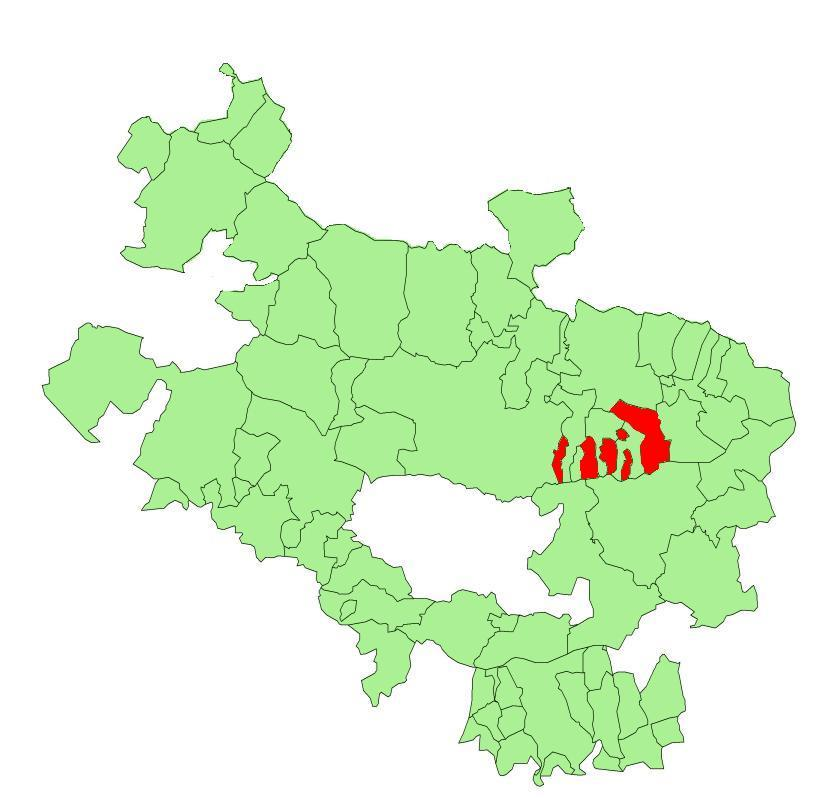
Розташування муніципалітету